# Сврљишка котлина
Сврљишка котлина (арх. Сврљишко поље или област) је пространо улегнуће у земљиној кори и специфичан геопростор на истоку Србије, који се налази у првој половини тока Сврљишког Тимока. 
Као део пространог Карпато-балканског планинског масива источне Србије, истог морфолошког типа, омеђена са свих страна високим планинским врховима Сврљишких планина, Калафата и Тресибабе, Сврљишка котлина је настала спуштањем дуж попречних дислокација, којима је створен основни облик ове области, на површини од 497 km², дугачак 26 km, а широка 4-8 km.

## Географски положај
Сврљишка котлина представља једну од најмаркантнијих попречних котлина у карпатско-балканском луку источне Србије и уједно је и једна од пространијих котлина у Србији.
На северозападу је ограничена пределом Голак, на северу Књажевачком котлином, на истоку претежно пределом Заглавак, на југоистоку Белопаланачким буџаком, на југу Белопаланачком котлином, а затим, облашћу Сићевачке клисуре, Нишком котлином, на југу, односно југозападу.
Са јужне стране Сврљишке котлине је шумовит рејон са благим успоном до високих кота од којих је највиша позната под именом Зелени врх (1334m), на доминантном планински венац Сврљишких планина, које се у дужини од око 25 km пружају ободом целе котлине. Сврљишке планине представљају најважнији планински венац сврљишког краја,и од Суве планине их одваја Сићевачка клисура са два важна путна прелаза:
- преседлином Бабина глава на истоку према Белој Паланци и
- превојем Грамада на западу,према Нишкој котлини

На југозападној страни, Сврљишка котлина се граничи са планином Курило (са највиши врхом Калафат  837 m) и њеним огранцима који је одвајају од Нишке и Јужноморавске котлине.
На северу Сврљишка котлина се граничи са планинама Девица (1210 m) и Тресибаба (786 m), међусобно одвојеним клисуром Сврљишког Тимока. 
Сврљишка котлина је отворена према Алексиначкој котлини широком преседлином Ветрила и долином Топоничке реке. 
Североисточни део Сврљишке котлине повезан је и са долином Трговишког Тимока и даље са Књажевачком котлином. Овај простор са југоистока ограђује планински венац Пајешки камен (1074 m).

## Физичко-географска обележја

### Геолошка прошлост
Постанак Сврљишке котлине везује се за Крављанско-сврљишки расед, дуж којег је образована Топоничка удолина у западном, а у њеном источном делу је спуштена Сврљишка котлина. Басен Топоничке реке и Сврљишка котлина раздвојени су ниским превојем Сливје. За обликовање ове котлине значајна су и два попречна раседа: Озренски и Нишевачки. На северном ободу Сврљишке котлине, са заравњеног темена Тресибабе, ступњевито се спуштају косе, правца север-југ. Заравни на косама означавају тектонске подове, између паралелних раседа, правца запад-исток. Први под се јавља на висини од 600 до 640 m, a други је на 420-460 m. Испод најнижег дела, стрми одсеци се спуштају скоро до саме алувијалне равни Сврљишког Тимока. Управо захваљујући оваквом тектонском склопу, котлина има облик асиметричног рова.

### Геоморфолошке карактеристике
Сврљишка котлина је потолина настала претежно спуштањем дуж попречних дислокација. Овим дислокацијама створен је основни облик области и њене крупније морфографске црте. Главни и најдужи расед у котлини је „сврљишки расед“. Он се пружа дуж северног подножја Сврљишких планина и ограничава их према дну Сврљишке котлине. Тај расед се пружа углавном правцем исток-запад и може се пратити од Пандирала на истоку преко села Преконога и превоја Грамаде на западу. На Грамади се овај сврљишки расед укршта са познатим озренским раседом. Озренски расед Сврљишке котлине прелази преко Грамаде и продужује се даље у правцу југоистока. 
На северном ободу Сврљишке котлине рељеф је такође тектонског карактера, а тектонске црте у пределу видно су означене у средишњем делу котлине. 
Обод Сврљишке котлине изграђен је углавном од доњекредних седимената (банковити, ређе масивни кречњаци, знатне дебљине од 400 до 500 m). Они чине највећи део Сврљишких планина. Због знатне дебљине кречњачких маса, крашки процес је развијен у површинским и подземним спелеоморфолошким облицима. У нижем делу котлине, у дну и побрђу, изражен је разноврстан геолошки састав, па тако на сектору Грамаде, у југозападном делу котлине, геолошку грађу чине: црвени пешчар, лепо стратификовани полукристаласти кречњаци, који леже преко црвеног пешчара, лапоровити кречњаци, аптски глинци и лапорци, терцијарни слатководни шкриљци (битуменозни) и преталожени црвени пешчари са појавама угља. 
Сврљишка котлина је испуњена слатководним језерским седиментима, сивкастим, жућкастим и црвенкастим песцима, који се смењују са слојевима сивих песковитих глина и трошних пешчара, понекад конгломератичних, као и шљунком и крупним валуцима од свих старијих стена које се јављају по ободу котлине.
Сврљишка котлина је најкршевитије регије у југоисточној Србији у којој су заступљени сви крашки облици, као посебно богатство крашким изворима, али и сиромаштво текућим водама. Велики број крашких врела понире, међу којима и највећи стални речни ток, Сврљишки Тимок, који код села Периша тече испод земље око 400 m и представља најдужу понорницу Србије.
Сврљишки крај је сиромашан водама. Овакво стање је последица релативно малих количина падавина, кречњачког састава планина и њиховог тектонског склопа. Захваљујући подземном хидролошком развођу, ове воде су усмерене ка суседним котлинама, чиме је топографски слив Сврљишког Тимока умањен за 60-70 m².
Велики број понорница прати и мноштво пећина међу којима су најпознатије:
- Преконошка пећина, Преконога, која је значајна због археолошких налаза и лепоте подземних украса.[а][7]

- Палилулска, Палилула
- Равна пећина, Преконога
- Пештерина, Периш
- Самар пећина, Копајкошара
- Попшичка пећина, Попшича
- Кулска пећина, Нишевац
- Вадиводе, Периш
- Врелска, Периш
- Мала дупка, Преконога
- Голема дупка, Преконога
- Понор-Пропаст, Пандирало
- Коса, Преконога
- Врелска, Преконога
- Црнољељавачка, Црнољевци
- Голема дупка, Рибаре
- Код Великог тунела, Грамада.

### Рудно богатство
У поређењу са околним областима богатим рудама бакра, гвожђа, олова, сребра и злата. Сврљишка котлина је релативно сиромашна минералним сировинама. Од метала, једино се јављају танке жице бакарне руде, на западном ободу Сврљишке котлине, у масиву Курила.
Од неметала познате су наслаге каменог угља у околини села Бучум, Околиште и Мирановац, као и различити типови глина и песка погодни за грнчарску производњу. Бентонитске глине се јављају код Манојлице, на засеоку Тројица села Извора, затим у атару Драјинца и код Ковачевице у Палилулској котлини, које је у склопу Сврљишке клиисуре. Њихов постанак се везује за распадање андезита и андезитских туфова у зони сенонског тектонског рова.

## Клима
У климатском смислу Сврљишка котлина припада сокобањско–књажевачкој климатској области, коју карактеришу топла лета и благе зиме и мања количина падавина у односу на суседна подручја. 
Падавине
Просечна количина падавина на нивоу једне календарске године износи око 600 mm, а просечно падне 641 mm. Количина падавина директно је, зависна од кретања ваздушних маса у суседним котлинама, јер се Сврљишка котлина налази у зони сучељавања влажних и топлих ваздушних маса из Поморавља и сувих и хладних из Понтијског басена. 
Највише падавина се излучује у јуну 71 mm, а најмање у августу 43 mm, док су количине падавина у току зиме од великог значаја за стање вода у пролеће, нарочито крашких врела. 
Снежне падавине се излучују поглавито од новембра до априла. Снежни покривач се
образује најпре на Сврљишким планинама, просечно у другој половини новембра, а у
низијском делу у првој половини децембра. Снежни покривач дебљи од 1 cm задржава се у низијском делу области просечно 40-60 дана, док се на ободним планинама одржава преко 90 дана.
Облачност
Облачност Сврљишке котлине, према подацима метеролошких станица у источној
Србији, одговара просеку за овај крај Србије и креће се од 6-6,5 десетина неба
покривеног облацима. Највећа облачност је у Децембру (8), а најмања у Августу (3,5-4). Број тмурних дана у Сврљишком крају повећавају честе магле. Крајем јесени и почетком зиме магловита јутра се јављају у серијама и трају по неколико дана.
Температура ваздуха
У погледу температуре ваздуха, ова област је издвојена као посебно климатско подручје источне Србије, названо моравско-сврљишко подручје. На мањи годишњи број изразито топлих дана и нешто ниже температуре зими, утиче просечна надморска висина, нижа од суседних географских области (375m).
| Ј    | Ф   | М   | А    | М    | Ј    | Ј    | А    | С    | О    | Н   | Д   | Год. | Амп. |
| ---- | --- | --- | ---- | ---- | ---- | ---- | ---- | ---- | ---- | --- | --- | ---- | ---- |
| -0,6 | 1,2 | 5,4 | 11,2 | 16,1 | 19,7 | 22,0 | 21,6 | 17,5 | 11,6 | 6,4 | 1,8 | 10,7 | 22,7 |

Ветар
Најизраженији ветар је, као и у осталом подручју басена Тимока, кошава, хладан и слаповит ветар, који се јавља током јесени, зиме и у рано пролеће. Најчешће дува 3-7 данам а повремено и до 3 недеље. У овом делу Србије преовладавају ветрови из
југозападног правца који на додиру хладних и топлих ваздушних маса доносе фронталне падавине. Зими најчешће дува северац, познат као горњак, а крајем зиме и почетком пролећа јављају се и јужни ветрови, нарочито у летњем периоду када долази до великог сушења земљишта, нарочито уколико су температуре ваздуха високе.

## Флора и фауна
У прошлости је Тимок обиловао биљним и животињским светом, што је поред погодне климе и положаја у регији био додатни предуслов за насељавање ове микрорегије. О некадашњем богатству рибом говоре и чести налази удица и оловних тегова за мреже.

### Флора
Шуме
Сврљишка котлине у погледу распрострањења шумске вегетације припада потпровинцији субмедитеранско-балканских шума, у оквиру провинције европских листопадних шума. Као што су: храст сладун, храст медунац, цер, грабић, црни грабић, руј, глог, јоргован и мечја леска. 
Четинарске шуме на Сврљишким планинама се јављају само на вештачки подигнутим засадима, као што су на Касталовом камену у атару села Преконога на површини од око 80 ha, где се налазе састојине црног бора.
Лековито биље
На Сврљишким планинама се налазе значајне површине под самородним лековитим биљем, од којих су неке врсте ендемске, а очуване су и неке биљне заједнице предглацијалне флоре. Биљне заједнице лековитих трава на овом простору прелазе 100 јединица. Једна од најзначајнијих је рудински пелин, који се јавља у ливадско-пашњачким фитоценозама, на термофилним ливадама и камењарима степског карактера.

### Фауна
Пећинска фауна
У пећинама Сврљишке котлине заступљене су различите врсте пећинске фауне, поред слепих мишева, од којих у Попшичкој пећини живи чак 4 врста, налазе се и бројни инскети од којих су најбројнији пауци.
Ловна дивљач
На Сврљишким планина је размножена и ловна дивљач. Ловачко удружење "Др Миленко Хаџић", са седиштем у Сврљигу, газдује ловиштем "Сврљишке планине" укупне површине 49 721 hа, од чега ловне површине обухватају 46 000 hа. Ловиште је богато фазаном и јаребицом – како пољском тако и камењарком, затим грлицом, препелицом и шљуком. У њему има зеца, дивље свиње и срнеће дивљачи, док су од предатора заступљени вук, лисица и дивља мачка.